# Dolfin fitz Uchtred
Dolfin fitz Uchtred († nach 1131) war ein englischer Ritter und Grundbesitzer von Staindrop im County Durham mit Sitz in Raby. Er war der erste nachweislich bekannte Vertreter des Hauses Neville. Wahrscheinlich war er ein direkter männlicher Vorfahr des ersten US-Präsidenten George Washington.

## Leben
Die Herkunft von Dolfin ist nicht vollständig geklärt. Obwohl nach der Eroberung die angelsächsische Adelsfamilien durch normannische Adelige verdrängt wurden, gab es im Norden Englands Vertreter des alten Adels. Möglicherweise war Utred, der Vater von Dolfin, ein Nachkomme lokaler Aristokraten und hatte angelsächsische und möglicherweise schottische Wurzeln. Nach späteren Genealogieforschungen war Dolfin ein Nachkomme von Crinan, dem Gründer des Hauses Dunkeld, der Könige von Schottland. Gemäß dieser Genealogieforschung war Dolfin der Sohn des Earls of Northumbria, Gospatric, der als Sohn von Maldred fitz Crinan gilt, dem jüngsten Sohn von Crinan Dunkeld, und Algitha, der Tochter des Earls of Northumbria, Uhtred, dem Schwiegersohn von König Æthelred. Dolfin, der Sohn von Utred, kann jedoch nicht mit dem im Jahr 1092 erwähnten Dolfin, dem Sohn des Earls Gospatric, identifiziert werden. Im Jahr 1842 veröffentlichte Drummond in „Noble British Families“ eine Genealogie der Nachkommen des Earls Uhtred, welche einen Sohn von Gospatric namens Uhtred sowie einen Enkel namens Edulf Rous enthält. Die Identifikation von Uhtred, dem Vater von Edulf, mit Uchtred, dem Vater von Dolfin, hat jedoch chronologische Probleme: Edulf nahm 1080 am Mord an Bischof Walcher teil und konnte daher kaum der Bruder von Dolfin sein, der 1131 erwähnt wurde.
Dolfin fitz Utred, der den Königen von England und Schottland sowie dem Bischof von Durham huldigte, war zweifellos von adeliger Herkunft. John Anderson schlug vor, dass Utreds Vater Maldred der zweite Sohn von Maldred fitz Crinan und somit der jüngere Bruder des Gospatric, Earl of Dunbar, war. Es ist jedoch unklar, auf welcher Quelle diese Theorie basiert. Es wurde auch vermutet, dass Uchtred identisch mit Utred, dem Sohn von Ligulf, dem Thane von Northumberland, der 1080 in Durham getötet wurde, sein könnte, aber diese Hypothese kann nicht dokumentarisch bestätigt werden.
Im Jahr 1131 erhielt Dolfin vom Prior von Durham das Anwesen Staindrop im County Durham geschenkt, welches bis 1569 das Zentrum des Familienbesitzes blieb. Sein Landbesitz erstreckte sich über 14.000 Morgen. Der Hauptwohnsitz der Familie befand sich in Raby, nördlich von Staindrop. Dort wurde im 14. Jahrhundert die Raby Castle erbaut. Obwohl Dolfin nur einmal erwähnt wird, hatte er also einen bedeutenden Einfluss auf den Familienbesitz.

## Familie
Dolfin heiratete Alice und hatte mindestens zwei Kinder mit ihr:
- Maldred fitz Dolfin († vor 1183), Lord von Raby[10]

- Patrick fitz Dolfin, möglicher Vorfahre der Familie Washington[1]